# Please
A Please a Pet Shop Boys debütáló nagylemeze. Megjelent 1986. március 24-én. Az album címének ötlete abból a szójátékból jött, hogy amikor az emberek bemennek a lemezboltba akkor a lemezt így kérhessék: "Can I have the Pet Shop Boys album, 'Please'?" ('Kaphatok egy Pet Shop Boys albumot, kérem?') Világszerte több mint 3 millió példányt adtak el belőle.
A Please 2001-es digitálisan felújított újrakiadása (az első hat stúdióalbumot adták ki ekkor) a Please/Further Listening tartalmazott egy bónusz lemezt, amelyen az albumon szereplő számok remixei, és az ezen időszakban kiadott b-oldalas számok valamint korábban ki nem adott felvételek (szintén digitálisan felújított változatban) kaptak helyet.

## Tracklisták

### Eredeti album
1. Two Divided By Zero – 3:32
2. West End Girls – 4:41
3. Opportunities (Let's Make Lots of Money) – 3:43
4. Love Comes Quickly – 4:18
5. Suburbia – 5:07
6. Opportunities (reprise) – 0:32
7. Tonight Is Forever – 4:30
8. Violence – 4:27
9. I Want a Lover – 4:04
10. Later Tonight – 2:44
11. Why Don't We Live Together? – 4:44

### Further Listening 1984-1986
B-oldalas számok és korabeli remixek
1. A Man Could Get Arrested (12" változat)
2. Opportunities (Let's Make Lots of Money) (teljes hosszúságú eredeti 7" verzió)
3. In the Night
4. Opportunities (Let's Make Lots of Money) (eredeti 12" mix)
5. Why Don't We Live Together? (Original New York mix)
6. West End Girls (Dance Mix)
7. A Man Could Get Arrested
8. Love Comes Quickly (Dance mix)
9. That's My Impression (Disco mix)
10. Was That What It Was?
11. Suburbia (The Full Horror)
12. Jack the Lad
13. Paninaro (Italian remix)

## Közreműködők
- Neil Tennant
- Chris Lowe

### Vendégzenészek
- Andy Mackay  - Saxophone on track 4
- Helena Springs – Additional vocals on tracks 2 & 8
- Stephen Hague – Keyboards and programming (uncredited)
- Ron Dean Miller – Original production and guitar (uncredited) on track 11 and "New York overdubs" on track 3
- Blue Weaver – Original production on track 9
- J.J. Jeczalik & Nicholas Froome – Original production on track 3

## Külső hivatkozások
- petshopboys.co.uk (angol nyelvű, a saját honlapjuk)
- petshopboys.hu Archiválva 2007. május 28-i dátummal a Wayback Machine-ben
- www.psb-discography.com (a legátfogóbb diszkográfia)